# Szahul

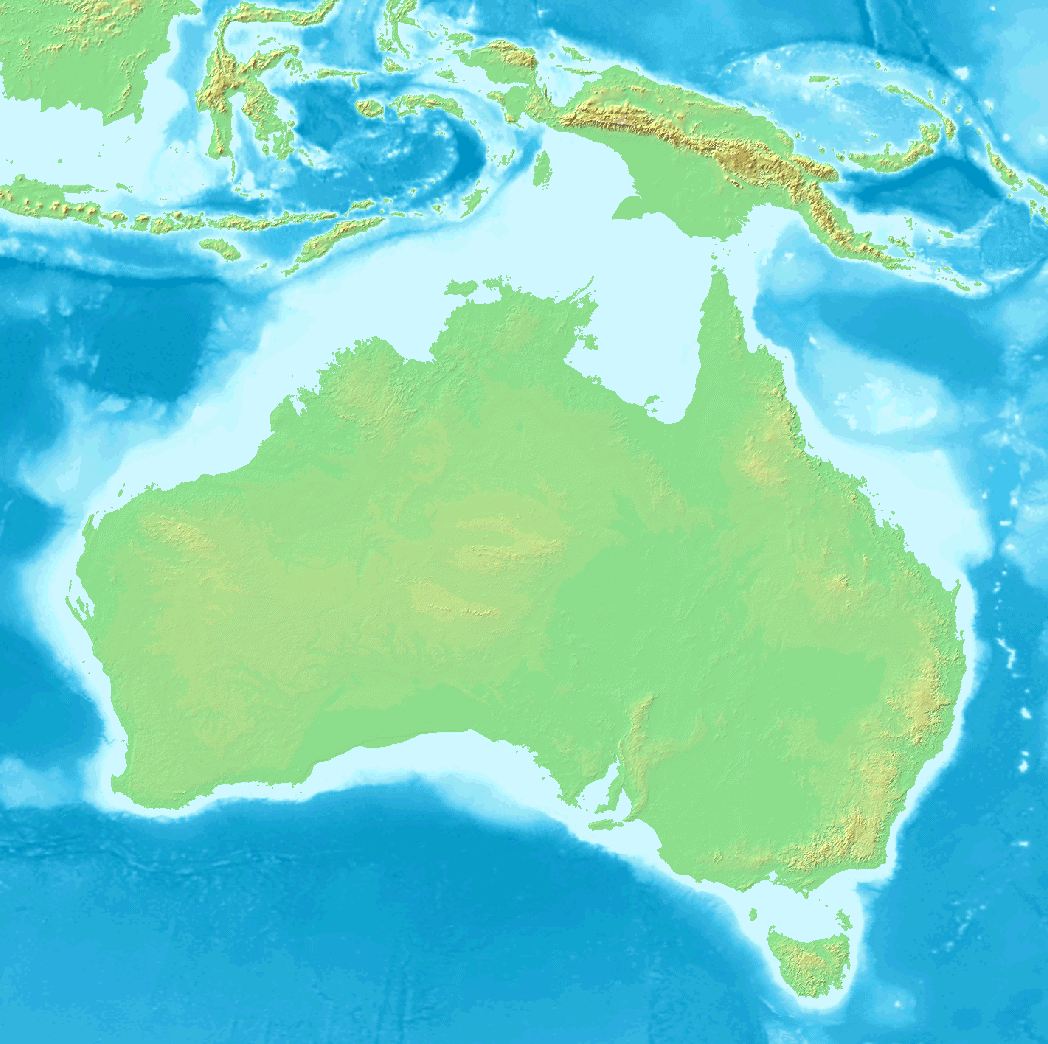
Az egykori Szahul-föld hozzávetőleges területe nagyjából megegyezik a képen világoskék színnel jelölt kontinentális self kiterjedésével.

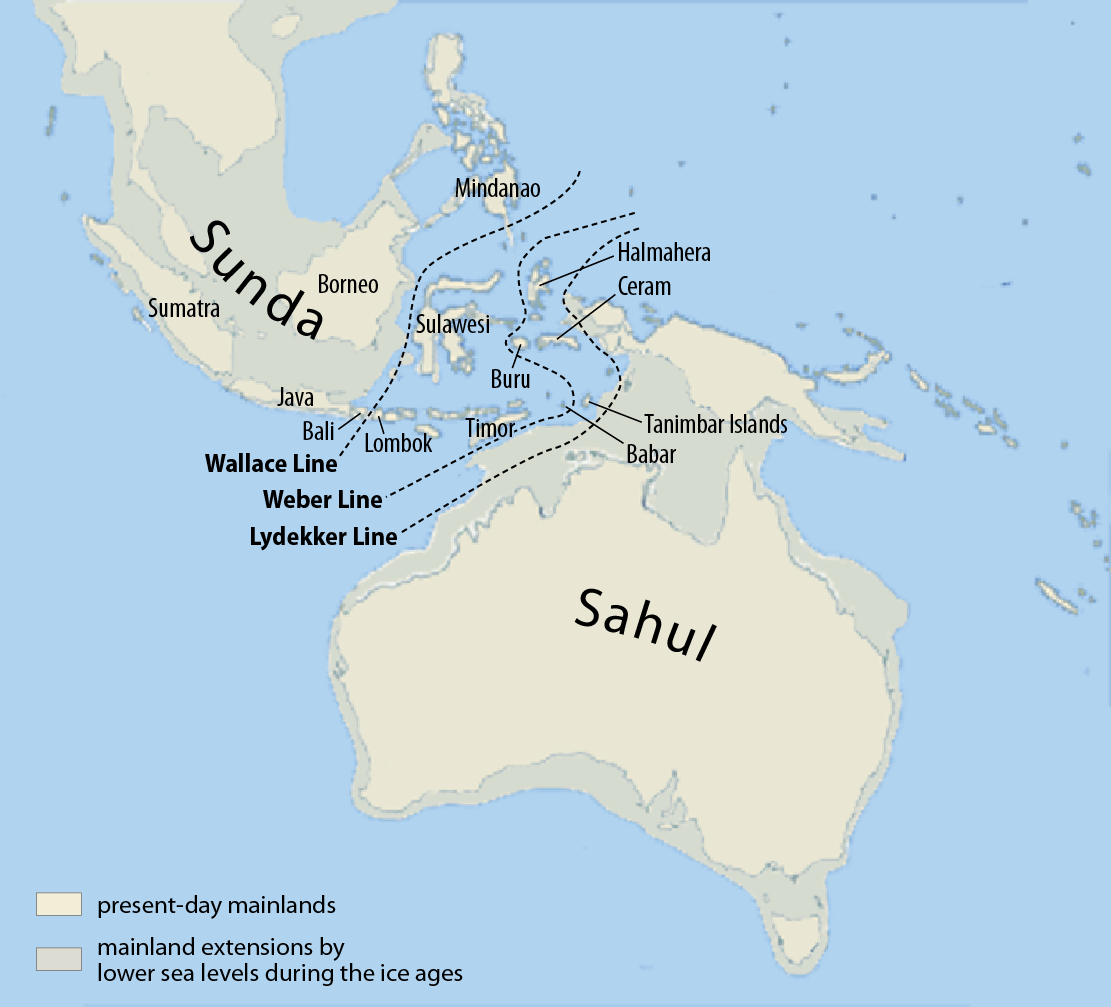
Szahul és Szunda térképe.

Szahul, vagy Szahul-föld, egy kontinens, amely az egykor összefüggő szárazföldet alkotó Új-Guinea, Ausztrália és Tasmania területeiből áll (főleg a pleisztocén jégkorszak idején), szűkebb értelemben pedig az ezeket összekötő kontinentális talapzatot, melyet Szahul-selfnek is neveznek. Gyakran használják helyette az Ausztrália vagy Nagy-Ausztrália elnevezéseket is.
A fenti területek a mezozoikum végén, a krétában váltak le Gondwana-ról (Nagy Déli Kontinens), ezért méhlepényes emlősök (az ember megjelenése előtt) nem jutottak el ezekre a területekre. Emiatt egyedülálló állatvilág alakulhatott ki rajtuk: óriáshüllők (például megalánia, wonambi), futómadarak (emu, kazuár), valamint erszényes és tojásrakó emlősök. Az előbbi fauna nagy része a pleisztocén végén kihalt (ld. pleisztocén megafauna).
A fenti különleges állatvilág élesen különbözik a közeli Délkelet-Ázsia állatvilágától, amit Alfred Russel Wallace brit természettudós vett észre először a 19. században: a két „világ” közötti határt így róla nevezték el Wallace-vonalnak.
A területekre csak a modern ember (Homo sapiens) jutott el, kb. 40-50 000 évvel ezelőtt, az ausztralid rasszhoz tartozó őslakók azok leszármazottjai: ezek az Új-Guinea szigetén élő pápuák, az ausztrál kontinensen élő aboriginek és a 19. század során az európai (angol) telepesek által kiirtott tasmánok.